# Rio do Oeste
Rio do Oeste is een gemeente in de Braziliaanse deelstaat Santa Catarina. De gemeente telt 7.033 inwoners (schatting 2009).

## Aangrenzende gemeenten
De gemeente grenst aan Agronômica, Dona Emma, Laurentino, Pouso Redondo, Presidente Getúlio, Taió en Trombudo Central.